# Spyders
Spyders es una serie de televisión israelí que combina elementos de espionaje y acción, la serie comenzó su transmisión el 18 de marzo de 2020 para los televidentes en el canal de Hot y TeenNick, en colaboración con el canal internacional Nickelodeon, por lo que se transmite en todo el mundo. La serie fue escrita por Michal Cooper-Kern. La serie finalizó el 12 de junio de 2022 tras 3 temporadas y 80 capítulos. 
En emisiones internacionales, la primera temporada se dividió en dos y se promocionó como dos temporadas distintas. En Latinoamérica la  serie se estrenó por la señal de Nickelodeon el 8 de febrero de 2021 y finalizó el 3 de marzo de 2023. Mientras que en España tuvo un preestreno el 19 de diciembre de 2020, sin embargo, su estreno oficial fue el 4 de enero de 2021 a través de Nickelodeon, finalizó el 12 de mayo de 2023.  

## Argumento

### Temporada 1
La serie sigue a tres hermanos de la familia Fisher: Daniel, Nikki y Tommy, quienes durante las celebraciones del cumpleaños de Tommy descubren que sus padres trabajan para una agencia secreta de espionaje llamada Eco, trabajando para preservar el medio ambiente. Después de que sus padres son enviados a proteger la principal fuente de agua del país que se ha secado (Lago Salomón), los hermanos establecieron una célula de espionaje independiente llamada Spyders, a la cual lluego se unieron a Shawn, Ella y Sophie, juntos se dispusieron a salvar a sus padres y tal vez, incluso todo el país.

### Temporada 2
La temporada comienza con los Spyders persiguiendo a Ernesto Spivak junto con sus padres y después de que no pudieron atraparlo, Anna y Noah fueron despedidos de Eco y como resultado, también sus hijos Daniel, Nikki y Tommy. Los niños se encuentran con Eric Russo, quien está en prisión y le cuentan sobre el mapa encriptado que encontraron y a cambio Eric quiere una conversación con Adele, quien también está en prisión y sin otra opción, Nikki se hace pasar por Adele con la ayuda de un software que cambia su rostro y voz, Eric les cuenta sobre el mapa y así los niños convencen a sus padres para que se vayan de vacaciones. Durante las vacaciones intentan atrapar a Ernesto para finalmente triunfar.

### Temporada 3
La temporada comienza con Marko (Uri Yaniv) descubriendo una piedra, la cual es la que acabó con los dinosaurios. Anna y Noah Fisher en el Polo Norte (enviados en una misión). Mientras tanto, Marco descubre una piedra con semillas de ameba dentro de un asteroide que vino del espacio hace muchos años. Más tarde, alguien roba las semillas de ameba y las esparce por la reserva, más tarde se revela que el ladrón es David (Shlomi Koriat), un asistente del Ministro de Medio Ambiente, quien fue enviado en nombre de Eric para liberarlo de prisión.

## Personajes
- Nati Kluger como Anna Fisher.
- Kobi Maimon como Noah Fisher.
- Amit Hechter como Daniel Fisher.
- Kim Or Azoulay como Nikki Fisher.
- Jonathan Gottlieb como Tommy Fisher.
- Yehuda Bohbot como Shawn Goodman.
- Naya Federman como Ella Goodman.

## Episodios
| Temp. | Temp. | Episodios | Episodios         | Israel                  | Israel              | Latinoamérica        | Latinoamérica        | España                | España              |
| Temp. | Temp. | Episodios | Episodios         | Comienzo                | Final               | Comienzo             | Final                | Comienzo              | Final               |
| ----- | ----- | --------- | ----------------- | ----------------------- | ------------------- | -------------------- | -------------------- | --------------------- | ------------------- |
|       | 1     | 40        | 20                | 18 de marzo de 2020     | 19 de abril de 2020 | 8 de febrero de 2021 | 5 de marzo de 2021   | 4 de enero de 2021    | 29 de enero de 2021 |
| 20    | 1     | 40        | 3 de mayo de 2020 | 10 de junio de 2020     | 5 de abril de 2021  | 30 de abril de 2021  | 29 de marzo de 2021  | 23 de abril de 2021   |                     |
|       | 2     | 20        | 20                | 26 de diciembre de 2021 | 26 de enero de 2022 | 9 de enero de 2023   | 3 de febrero de 2023 | 20 de febrero de 2023 | 17 de marzo de 2023 |
|       | 3     | 20        | 20                | 8 de mayo de 2022       | 12 de junio de 2022 | 6 de febrero de 2023 | 3 de marzo de 2023   | 17 de abril de 2023   | 12 de mayo de 2023  |

### Temporada 1 (2020)
| N.º Serie | N.º Temp. | Título                                                | Emisión original    | Emisión en Latinoamérica | Emisión en España   | Cod. de Prod. |
| --------- | --------- | ----------------------------------------------------- | ------------------- | ------------------------ | ------------------- | ------------- |
| 1         | 1         | «El descubrimiento» «The Discovery / 1 פרק»           | 18 de marzo de 2020 | 8 de febrero de 2021     | 4 de enero de 2021  | 101           |
| 2         | 2         | «El comienzo del juego» «Snooping Around / 2 פרק»     | 18 de marzo de 2020 | 9 de febrero de 2021     | 5 de enero de 2021  | 102           |
| 3         | 3         | «Obstáculos» «The Decoy / 3 פרק»                      | 18 de marzo de 2020 | 10 de febrero de 2021    | 6 de enero de 2021  | 103           |
| 4         | 4         | «Robos» «Breaking In / 4 פרק»                         | 18 de marzo de 2020 | 11 de febrero de 2021    | 7 de enero de 2021  | 104           |
| 5         | 5         | «El disfraz» «The Disguise / 5 פרק»                   | 22 de marzo de 2020 | 12 de febrero de 2021    | 8 de enero de 2021  | 105           |
| 6         | 6         | «El equipo se expande» «Critical Information / 6 פרק» | 23 de marzo de 2020 | 15 de febrero de 2021    | 11 de enero de 2021 | 106           |
| 7         | 7         | «La búsqueda» «The Search / 7 פרק»                    | 24 de marzo de 2020 | 16 de febrero de 2021    | 12 de enero de 2021 | 107           |
| 8         | 8         | «Vigilancia» «Stakeout / 8 פרק»                       | 25 de marzo de 2020 | 17 de febrero de 2021    | 13 de enero de 2021 | 108           |
| 9         | 9         | «El Blue Bird» «The Blue Bird / 9 פרק»                | 29 de marzo de 2020 | 18 de febrero de 2021    | 14 de enero de 2021 | 109           |
| 10        | 10        | «El mensaje» «The Message / 10 פרק»                   | 30 de marzo de 2020 | 19 de febrero de 2021    | 15 de enero de 2021 | 110           |
| 11        | 11        | «Chantaje» «Blackmail / 11 פרק»                       | 31 de marzo de 2020 | 22 de febrero de 2021    | 18 de enero de 2021 | 111           |
| 12        | 12        | «Historia encubierta» «The Cover Story / 12 פרק»      | 1 de abril de 2020  | 23 de febrero de 2021    | 19 de enero de 2021 | 112           |
| 13        | 13        | «Nueva evidencia» «New Evidence / 13 פרק»             | 5 de abril de 2020  | 24 de febrero de 2021    | 20 de enero de 2021 | 113           |
| 14        | 14        | «Corazón roto» «Heartbreak / 14 פרק»                  | 6 de abril de 2020  | 25 de febrero de 2021    | 21 de enero de 2021 | 114           |
| 15        | 15        | «La huésped» «The Guest / 15 פרק»                     | 7 de abril de 2020  | 26 de febrero de 2021    | 22 de enero de 2021 | 115           |
| 16        | 16        | «El intercambio» «The Switch / 16 פרק»                | 8 de abril de 2020  | 1 de marzo de 2021       | 25 de enero de 2021 | 116           |
| 17        | 17        | «Intercepción» «Eavesdropping / 17 פרק»               | 12 de abril de 2020 | 2 de marzo de 2021       | 26 de enero de 2021 | 117           |
| 18        | 18        | «La fuga» «Prison Break / 18 פרק»                     | 13 de abril de 2020 | 3 de marzo de 2021       | 27 de enero de 2021 | 118           |
| 19        | 19        | «El montaje» «The Set Up / 19 פרק»                    | 14 de abril de 2020 | 4 de marzo de 2021       | 28 de enero de 2021 | 119           |
| 20        | 20        | «Giro inesperado» «Unexpected Twist / 20 פרק»         | 19 de abril de 2020 | 5 de marzo de 2021       | 29 de enero de 2021 | 120           |
| 21        | 21        | «Auto descompuesto» «Flat Tire / 21 פרק»              | 3 de mayo de 2020   | 5 de abril de 2021       | 29 de marzo de 2021 | 121           |
| 22        | 22        | «La maleta» «The Suitcase / 22 פרק»                   | 4 de mayo de 2020   | 6 de abril de 2021       | 30 de marzo de 2021 | 122           |
| 23        | 23        | «El campamento» «Camping / 23 פרק»                    | 5 de mayo de 2020   | 7 de abril de 2021       | 31 de marzo de 2021 | 123           |
| 24        | 24        | «Periodo de prueba» «Trial Run / 24 פרק»              | 13 de mayo de 2020  | 8 de abril de 2021       | 1 de abril de 2021  | 124           |
| 25        | 25        | «Vigilancia» «The Watch / 25 פרק»                     | 17 de mayo de 2020  | 9 de abril de 2021       | 2 de abril de 2021  | 125           |
| 26        | 26        | «La verdad» «The Truth / 26 פרק»                      | 18 de mayo de 2020  | 12 de abril de 2021      | 5 de abril de 2021  | 126           |
| 27        | 27        | «El rescate» «Ransom / 27 פרק»                        | 19 de mayo de 2020  | 13 de abril de 2021      | 6 de abril de 2021  | 127           |
| 28        | 28        | «Una página nueva» «A New Page / 28 פרק»              | 20 de mayo de 2020  | 14 de abril de 2021      | 7 de abril de 2021  | 128           |
| 29        | 29        | «El pasaporte» «The Passport / 29 פרק»                | 24 de mayo de 2020  | 15 de abril de 2021      | 8 de abril de 2021  | 129           |
| 30        | 30        | «Campamento de espías» «Spy Bootcamp / 30 פרק»        | 25 de mayo de 2020  | 16 de abril de 2021      | 9 de abril de 2021  | 130           |
| 31        | 31        | «La trampa» «The Trap / 31 פרק»                       | 26 de mayo de 2020  | 19 de abril de 2021      | 12 de abril de 2021 | 131           |
| 32        | 32        | «Volver a empezar» «Starting Over /32 פרק»            | 27 de mayo de 2020  | 20 de abril de 2021      | 13 de abril de 2021 | 132           |
| 33        | 33        | «El cristal» «The Crystal / 33 פרק»                   | 31 de mayo de 2020  | 21 de abril de 2021      | 14 de abril de 2021 | 133           |
| 34        | 34        | «63 horas» «63 Hours / 34 פרק»                        | 1 de junio de 2020  | 22 de abril de 2021      | 15 de abril de 2021 | 134           |
| 35        | 35        | «La misión» «The Mission / 35 פרק»                    | 2 de junio de 2020  | 23 de abril de 2021      | 16 de abril de 2021 | 135           |
| 36        | 36        | «El extraño» «The Stranger / 36 פרק»                  | 3 de junio de 2020  | 26 de abril de 2021      | 19 de abril de 2021 | 136           |
| 37        | 37        | «El secreto de Nikki» «Nikki's Secret / 37 פרק»       | 7 de junio de 2020  | 27 de abril de 2021      | 20 de abril de 2021 | 137           |
| 38        | 38        | «La cuenta regresiva» «The Countdown / 38 פרק»        | 8 de junio de 2020  | 28 de abril de 2021      | 21 de abril de 2021 | 138           |
| 39        | 39        | «Fecha límite» «Final Deadline / 39 פרק»              | 9 de junio de 2020  | 29 de abril de 2021      | 22 de abril de 2021 | 139           |
| 40        | 40        | «El tiempo corre» «Ticking Clock / 40 פרק»            | 10 de junio de 2020 | 30 de abril de 2021      | 23 de abril de 2021 | 140           |

### Temporada 2 (2021-2022)
| N.º Serie | N.º Temp. | Título                                              | Emisión original        | Emisión en Latinoamérica | Emisión en España     | Cod. de Prod. |
| --------- | --------- | --------------------------------------------------- | ----------------------- | ------------------------ | --------------------- | ------------- |
| 41        | 1         | «El error» «The Mistake / הטעות»                    | 26 de diciembre de 2021 | 9 de enero de 2023       | 20 de febrero de 2023 | 201           |
| 42        | 2         | «El equipo secreto» «The Secret Team / הצוות הסודי» | 27 de diciembre de 2021 | 10 de enero de 2023      | 21 de febrero de 2023 | 202           |
| 43        | 3         | «La llave» «The Key / המפתח»                        | 28 de diciembre de 2021 | 11 de enero de 2023      | 22 de febrero de 2023 | 203           |
| 44        | 4         | «El dron» «The Drone / הרחפן»                       | 29 de diciembre de 2021 | 12 de enero de 2023      | 23 de febrero de 2023 | 204           |
| 45        | 5         | «La mentira» «The Lie / השקר»                       | 2 de enero de 2022      | 13 de enero de 2023      | 24 de febrero de 2023 | 205           |
| 46        | 6         | «El aniversario» «The Anniversary / יום הנישואין»   | 3 de enero de 2022      | 16 de enero de 2023      | 27 de febrero de 2023 | 206           |
| 47        | 7         | «Tarantula» «The Tarantula / הטרנטולה»              | 4 de enero de 2022      | 17 de enero de 2023      | 28 de febrero de 2023 | 207           |
| 48        | 8         | «La protesta» «The Protest / ההפגנה»                | 5 de enero de 2022      | 18 de enero de 2023      | 1 de marzo de 2023    | 208           |
| 49        | 9         | «Las cámaras» «The Cameras / המצלמות»               | 9 de enero de 2022      | 19 de enero de 2023      | 2 de marzo de 2023    | 209           |
| 50        | 10        | «La búsqueda del ADN» «The DNA Hunt / דנ"א»         | 10 de enero de 2022     | 20 de enero de 2023      | 3 de marzo de 2023    | 210           |
| 51        | 11        | «El hackeo» «The Hack / הפריצה»                     | 11 de enero de 2022     | 23 de enero de 2023      | 6 de marzo de 2023    | 211           |
| 52        | 12        | «El código secreto» «The Secret Code / קוד סודי»    | 12 de enero de 2022     | 24 de enero de 2023      | 7 de marzo de 2023    | 212           |
| 53        | 13        | «La traición» «The Betrayal / יום כיף»              | 16 de enero de 2022     | 25 de enero de 2023      | 8 de marzo de 2023    | 213           |
| 54        | 14        | «Peligro de radiación» «The Detector / הגלאי»       | 17 de enero de 2022     | 26 de enero de 2023      | 9 de marzo de 2023    | 214           |
| 55        | 15        | «La revelación» «The Revelation / החקירה»           | 18 de enero de 2022     | 27 de enero de 2023      | 10 de marzo de 2023   | 215           |
| 56        | 16        | «Caso clínico» «The Clinic / הקליניקה»              | 19 de enero de 2022     | 30 de enero de 2023      | 13 de marzo de 2023   | 216           |
| 57        | 17        | «La confrontación» «Face Off / עימות חזיתי»         | 23 de enero de 2022     | 31 de enero de 2023      | 14 de marzo de 2023   | 217           |
| 58        | 18        | «El riesgo» «The Risk / החותמת»                     | 24 de enero de 2022     | 1 de febrero de 2023     | 15 de marzo de 2023   | 218           |
| 59        | 19        | «El plan» «The Plan / התוכנית»                      | 25 de enero de 2022     | 2 de febrero de 2023     | 16 de marzo de 2023   | 219           |
| 60        | 20        | «La cuenta regresiva» «The Countdown / ספירה לאחור» | 26 de enero de 2022     | 3 de febrero de 2023     | 17 de marzo de 2023   | 220           |

### Temporada 3 (2022)
| N.º Serie | N.º Temp. | Título                                                                      | Emisión original    | Emisión en Latinoamérica | Emisión en España   | Cod. de Prod. |
| --------- | --------- | --------------------------------------------------------------------------- | ------------------- | ------------------------ | ------------------- | ------------- |
| 61        | 1         | «La piedra del asteroide» «The Asteroid Stone / אבן האסטרואיד»              | 8 de mayo de 2022   | 6 de febrero de 2023     | 17 de abril de 2023 | 301           |
| 62        | 2         | «Las amibas» «The Amoebas / האמבות»                                         | 9 de mayo de 2022   | 7 de febrero de 2023     | 18 de abril de 2023 | 302           |
| 63        | 3         | «La conversación» «The Conversation / חשדות»                                | 10 de mayo de 2022  | 8 de febrero de 2023     | 19 de abril de 2023 | 303           |
| 64        | 4         | «La broma» «The Prank / המתיחה»                                             | 11 de mayo de 2022  | 9 de febrero de 2023     | 20 de abril de 2023 | 304           |
| 65        | 5         | «La piedra perdida» «The Missing Rock / האבן האבודה»                        | 15 de mayo de 2022  | 10 de febrero de 2023    | 21 de abril de 2023 | 305           |
| 66        | 6         | «La caja» «The Crate / הארגז»                                               | 16 de mayo de 2022  | 13 de febrero de 2023    | 24 de abril de 2023 | 306           |
| 67        | 7         | «La acusación» «The Accusation / סופר דין»                                  | 17 de mayo de 2022  | 14 de febrero de 2023    | 25 de abril de 2023 | 307           |
| 68        | 8         | «El pesticida» «The Pesticide / הדברה»                                      | 18 de mayo de 2022  | 15 de febrero de 2023    | 26 de abril de 2023 | 308           |
| 69        | 9         | «Las huellas» «The Fingerprints / טביעות אצבע»                              | 22 de mayo de 2022  | 16 de febrero de 2023    | 27 de abril de 2023 | 309           |
| 70        | 10        | «El engaño» «The Deception / השותף»                                         | 23 de mayo de 2022  | 17 de febrero de 2023    | 28 de abril de 2023 | 310           |
| 71        | 11        | «La lata de banana y fresa» «The Strawberry Banana Can / תות בננה»          | 24 de mayo de 2022  | 20 de febrero de 2023    | 1 de mayo de 2023   | 311           |
| 72        | 12        | «La vigilancia» «The Surveillance / המעקב»                                  | 25 de mayo de 2022  | 21 de febrero de 2023    | 2 de mayo de 2023   | 312           |
| 73        | 13        | «La reunión» «The Reunion / שיעור ציור»                                     | 29 de mayo de 2022  | 22 de febrero de 2023    | 3 de mayo de 2023   | 313           |
| 74        | 14        | «La receta» «The Recipe / המתכון»                                           | 30 de mayo de 2022  | 23 de febrero de 2023    | 4 de mayo de 2023   | 314           |
| 75        | 15        | «El aceite de granada» «The Pomegranate Oil / שמן רימונים»                  | 31 de mayo de 2022  | 24 de febrero de 2023    | 5 de mayo de 2023   | 315           |
| 76        | 16        | «El collar» «The Necklace / השרשרת»                                         | 1 de junio de 2022  | 27 de febrero de 2023    | 8 de mayo de 2023   | 316           |
| 77        | 17        | «La fiesta de cumpleaños» «The Birthday Party / יום הולדת»                  | 6 de junio de 2022  | 28 de febrero de 2023    | 9 de mayo de 2023   | 317           |
| 78        | 18        | «La transmisión en vivo» «The Livestream / החתולה»                          | 7 de junio de 2022  | 1 de marzo de 2023       | 10 de mayo de 2023  | 318           |
| 79        | 19        | «El problema con la solución» «The Problem With The Solution / עוגת פיסטוק» | 8 de junio de 2022  | 2 de marzo de 2023       | 11 de mayo de 2023  | 319           |
| 80        | 20        | «La operación final» «The Final Operation / 20 פרק»                         | 12 de junio de 2022 | 3 de marzo de 2023       | 12 de mayo de 2023  | 320           |